# Martin Dulig
Martin Tobias Dulig, né le 26 février 1974 à Plauen, est un homme politique allemand membre du Parti social-démocrate d'Allemagne (SPD). Il est vice-ministre-président et ministre de l'Économie de la Saxe entre 2014 et 2024.

## Biographie

### Jeunesse et débuts en politique
Étant issu d'une famille protestante pratiquante, ni lui ni ses frères aînés n'ont été autorisés par la République démocratique allemande (RDA) à achever leur scolarité. En 1990, il entreprend un apprentissage de maçon, sanctionné par un Abitur. Il l'obtient en 1992, année de son adhésion au SPD.
Il devient aussitôt conseiller pour la formation des jeunes auprès du SPD de Saxe et de la Confédération allemande des syndicats (DGB). Il quitte cet emploi en 1998, lorsqu'il s'inscrit à l'université technique de Dresde pour y étudier les sciences pédagogiques.

### Ascension
En 1999, il est choisi comme président de la Communauté de travail des jeunes socialistes au sein du SPD (Jusos) de Saxe. Il entre alors au comité directeur régional du SPD. Il achève ses études en 2004 et exerce par la suite le métier de formateur indépendant pour les adultes.
Il quitte la direction des Jusos du Land la même année, et prend la tête de la section du parti dans le sous-district de Dresde-Elbe-Röder.
Lors des élections du 19 septembre 2004, il est investi dans 40e circonscription et en deuxième position sur la liste régionale. Ne recueillant que 11,9 % des voix au scrutin majoritaire, il doit son élection au scrutin proportionnel. À l'ouverture de la législature, le groupe parlementaire le choisit pour occuper les fonctions de secrétaire général.

### Chef du SPD de Saxe
Il est élu président du groupe en 2007, à la suite de la démission de Cornelius Weiss. Aux élections législatives régionales du 30 août 2009, il est de nouveau investi dans la 40e circonscription, tout en obtenant la troisième place de la liste proportionnelle. Il doit se contenter de 14,6 % des « premières voix » mais reste député grâce aux « secondes voix ».
Les sociaux-démocrates n'ayant pu maintenir leur alliance avec les chrétiens-démocrates sans pour autant progresser d'un point de vue électoral, le président du SPD de Saxe Thomas Jurk démissionne. Lors du congrès extraordinaire du 24 octobre suivant, Martin Dulig prend sa succession, à l'âge de 35 ans seulement, avec plus de 70 % des voix des délégués.
Ayant intégré le comité directeur fédéral du parti au congrès de décembre 2011, il est investi chef de file pour les élections législatives régionales du 31 août 2014 par 95,4 % des voix lors d'un congrès spécifique le 12 octobre 2013.

### Ministre de l'Économie du Land
Sous sa conduite, le SPD remonte jusqu'à 12,4 % des voix, une progression de l'ordre de deux points seulement. Candidat dans la 40e circonscription, il y remporte 21 % des suffrages exprimés. Il échoue à l'emporter mais est réélu député, en tant que tête de liste régionale.
Le ministre-président chrétien-démocrate Stanislaw Tillich ayant perdu sa majorité avec la déroute du Parti libéral-démocrate (FDP), il se tourne vers les sociaux-démocrates et constitue une « grande coalition ». Ainsi, le 13 novembre suivant, Martin Dulig est nommé vice-ministre-président, ministre de l'Économie, du Travail et des Transports de Saxe.

### Vie privée
Il vit à Moritzburg et s'est marié en 1994. Il est père de six enfants, dont le premier est né alors qu'il avait 16 ans.